# تاماکی کاتوری
تاماکی کاتوری (انگلیسی: Tamaki Katori؛ زاده ۱۹۳۸ (۸۶–۸۷ سال)) یک بازیگر زن اهل ژاپن است.